# Kindelfließ
Das Kindelfließ ist ein rechter Nebenfluss des Tegeler Fließes in Brandenburg und Berlin.
Das Kindelfließ entspringt nördlich von Schönfließ und verläuft weiter entlang der Bieselheide sowie östlich von Glienicke/Nordbahn nach Süden bis Berlin, wo es kurz hinter der Landesgrenze in das Tegeler Fließ mündet.